# Musée de la Franc-maçonnerie

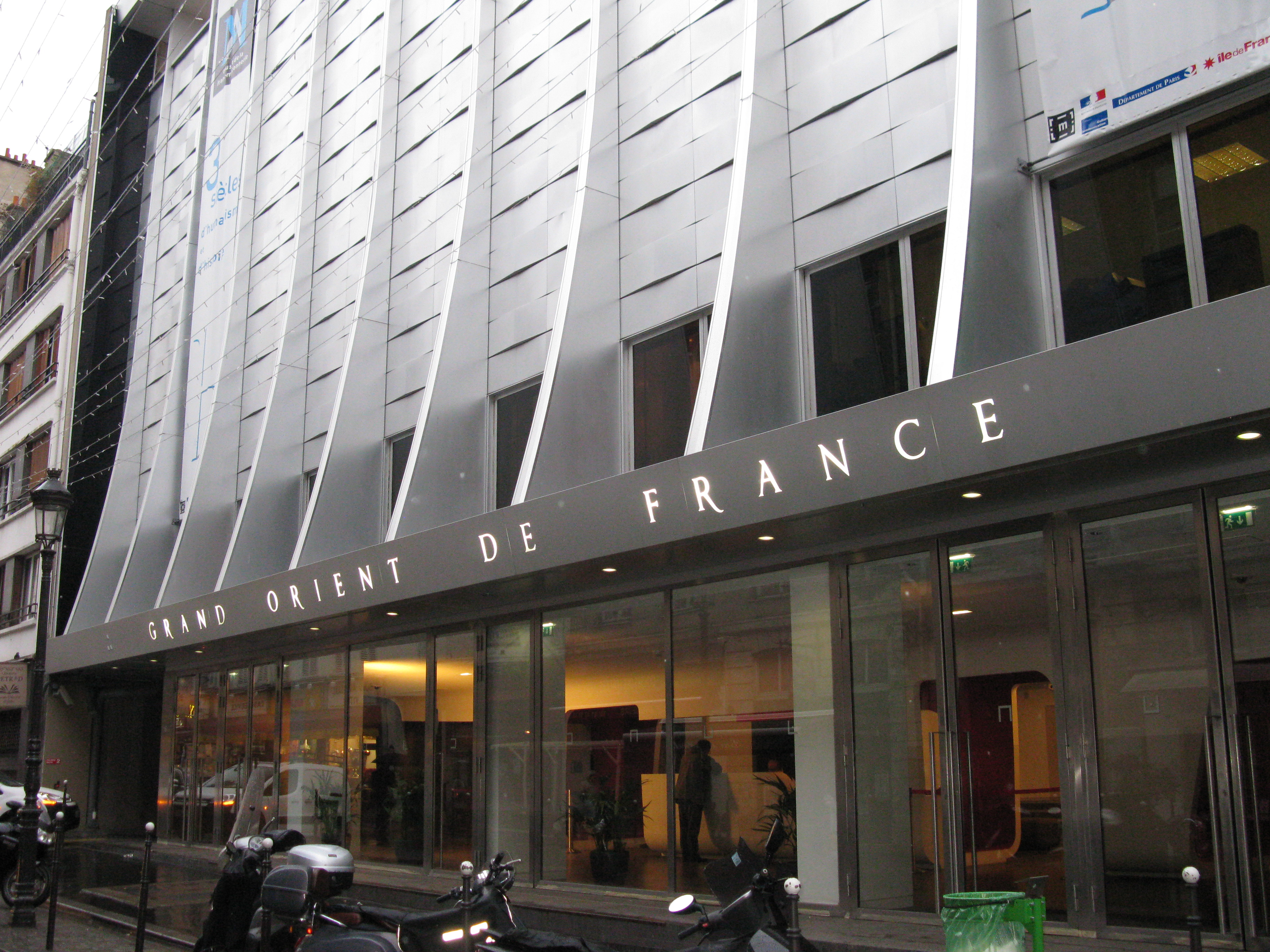
Musée de la Franc-maçonnerie

Musée de la Franc-maçonnerie (Muzeul francmasoneriei francez) este un muzeu al francmasoneriei situat în arondismentul 9 la adresa 16, rue Cadet, Paris, Franța. Este deschis zilnic, cu excepția zilei de duminică și luni; se percepe o taxă de admitere. Cea mai apropiată stație de metrou este Cadet. Muzeul a fost înființat în 1889 de către Grand Orient de France ca cabinet de curiozități în Hotel Cadet. A fost jefuit în timpul ocupației germane a Franței în timpul celui de-al Doilea Război Mondial, dar a fost redeschis în 1973 și, în 2000, a devenit un muzeu oficial al Franței. În același an, multe dintre documentele sale istorice au fost returnate de la Moscova, unde fuseseră deținute de KGB după înfrângerea Germaniei în al Doilea Război Mondial. Muzeul s-a redeschis publicului pe 11 februarie 2010, după ample renovari. Are sprijinul Ministerului Culturii, al regiunii Île-de-France și al primăriei din Paris.
Astăzi, muzeul prezintă istoria francmasoneriei franceze prin simbolurile, notele, documentele și obiectele sale. Conține aproximativ 10.000 de articole expuse în spațiu de expoziție permanentă (800 m²), aproximativ 23.000 de volume în arhivele sale (400 m²) și încă 400 m² dedicate expozițiilor temporare. Printre obiectele importante din punct de vedere istoric din colecția sa se numără șorțul masonic al lui Voltaire (1778), sabia masonică a lui Lafayette, o primă ediție a Constituțiilor masonilor liberi a lui James Anderson (1723), amprentele satirice de William Hogarth (1697-1764), figurina din porțelan Meissen (1740), ....